# Etxeda
Etxeda (en rus: Эчеда) és un poble del Daguestan, a Rússia, que en el cens del 2010 tenia 1.122 habitants. Pertany al districte rural d'Agvali.